# 위생용품
위생용품 또는 퍼스널 케어 제품(personal care products)은 피부, 머리카락, 손톱, 입술, 외부 생식기, 항문 부위 등 신체의 다양한 외부 부위와 구강의 치아, 점막 등을 깨끗하게 만들기 위해 바르는 소비자 제품이다. 유해한 세균으로부터 보호하고 좋은 상태로 유지시켜준다. 이는 개인 위생과 전반적인 건강, 웰빙 및 신체 부위의 외관을 촉진한다. 세면용품은 일상 생활의 일부로서 기본적인 위생과 청결을 위해 사용되는 위생 용품의 좁은 범주를 구성한다. 대조적으로, 화장품은 개인의 몸단장과 미화(사람의 외모를 심미적으로 향상시키는 것)를 위해 사용된다. 의약품은 위생용품으로 간주되지 않는다.
샴푸, 비누, 치약, 샤워젤 등 대부분의 위생용품은 사용 후 즉시 씻어낸다. 그러나 일부 위생용품(보습 크림, 자외선 차단제 등)은 도포된 표면에 남아 있다.
위생용품 산업의 세계 시장 규모는 수천억 달러(2020년대 초반 기준)에 이른다. 프록터 앤드 갬블, 로레알, 존슨앤드존슨, 유니레버, 콜게이트-파몰리브, 질레트, 에이본 프로덕츠, 나투라 (기업), 킴벌리-클라크, 시세이도는 위생용품 업계에서 세계를 선도하는 기업 중 일부이다.

## 같이 보기
- 화장품
- 향주머니